# Kelta-Wicca Hagyományőrzők Egyháza
A Kelta-Wicca Hagyományőrzők Egyháza, melyet 1998-ban alapítottak a kelta druidák, filik és bárdok hagyományainak, az ősi Európa mágikus hitvilágának őrzői és ápolói, továbbvivői.
Hitvallása : "Ha azzal nem ártasz, azt tégy, mit akarsz!"
Az egyház térítő tevékenységet nem folytat. Meggyőződésük, hogy mindenkinek joga van a hozzá legközelebb álló vallást gyakorolnia. Tagja lehet bárki, aki Wiccának vallja magát, elfogadja, hogy „Ha azzal nem ártasz, azt tégy, amit akarsz”, elfogadja, hogy „Ha hatsz a világra, akkor a világ visszahat rád.” (A háromszoros visszatérés törvénye.), elfogadja az Isteni Párt dualitásban és egyenrangúan, törekedik a Wicca vallás legteljesebb megismerésére és megértésére, betöltötte 18. életévét. 16. és 18. életév között szülői írásos engedély szükséges.

## Vallásgyakorlás
A tagok csoportokba, ún. kovenekbe szerveződve végzik szertartásaikat. Ünnepeik a kelta tradícióra épülve nyolc részre osztják az évet: 
- Samhain (november 1.),
- Jul (december 21.),
- Imbolc (február 1.),
- Ostara (március 21.),
- Beltane (május 1.),
- Litha (június 21.),
- Lughnasad (augusztus 1.),
- Mabon (szeptember 21.).

Az első beavatási fokozattal rendelkező tagok neve Avatott. Az első avatáshoz legalább egy évnyi és egy napnyi KWHE tagként eltöltött idő szükséges a hagyományoknak megfelelően. Kötelezően, amikor egy tag avatásra jelentkezik, amelyik irányzat képviselőjénél teszi ezt, annak az adott irányzatnak az alapvető rituális menetével és kritériumrendszerével tisztában kell lennie. Az avatottak kovenekbe szerveződhetnek, de maradhatnak "magányos Wiccák" is. Egy koven általában legfeljebb 13 főből áll, az ünnepek közös megtartásán túl a koventagok együtt tanulnak, gyakorolnak, egymást segítik.
A második beavatási fokozat kritériuma legalább egy év és egy nap Avatottként tanulással eltöltött idő. Ezt a fokozatot nevezzük Papnak, illetve Papnőnek. Ezalatt az idő alatt a beavatandók képessé válnak egy koven vezetésére, elsajátítják a wicca gyakorlatához és a covenek vezetéséhez szükséges tudást. A Pap, illetve Papnő vezethet rituálét Főpap vagy Főpapnő felügyelete mellett, covent azonban nem alapíthat, és nem is avathat.
A harmadik beavatási fokozat neve Főpap, illetve Főpapnő. Kritériuma min. egy év és egy nap Papként, illetve Papnőként tanulással eltöltött idő. A Főpapok és Főpapnők feladata a vallás és szertartásrend teljes körű ismerete, a szertartás vezetése, az Isteni Pár meghívása, az Isteni energiák közvetítése. Az Isteni Erőt a rituálé alkalmával a vezetők feladata a résztvevők számára elérhetővé tenni.
A Főpapnak, illetve Főpapnőnek joga van covent alapítani és feloszlatni. Coven vezetői tisztségét átadhatja más Főpapnak, Főpapnőnek a covenen belül, de természetesen ettől rangja még megmarad. Joga van továbbá a KWHE Nagytanács elé járulni egyházi és vallási ügyekben. A főpapi, főpapnői avatás kizárólag a Nagytanács valamely tagja beleegyezésével végezhető el.
Az egyes coveneket egy Főpap és egy Főpapnő vezeti, akik a rituálé során az Istent és az Istennőt testesítik meg. Amennyiben egy ilyen covenben kettőnél több Főpap, Főpapnő található, a tagok választhatják meg közösen, hogy ki lesz a Rituálévezető Pár. A választásra minden évben sor kerülhet Samhain ünnepén. A covenek saját belső szabályzattal rendelkezhetnek, mely megszabhatja a coven tagjainak covenen belüli jogait és kötelességeit, a covenbe való belépés, kilépés, kizárás szabályait. A belső szabályzat hozzáadhat az adott irányzat szabályaihoz, de el nem vehet belőle.
A KWHE szervezeti rendszerében jelen pillanatban a független covenek mellett négy különböző Tradíció működik. A Tradíciók egy vagy több covent magukba foglaló, önálló irányzatok, melyek eltérőek lehetnek avatási fokozataikban, avatási rendszerükben, tanítási módszereikben a fő irányvonaltól és annak fokozataitól, amennyiben el nem vesznek belőle, csak hozzáadhatnak. Tradícióba természetesen nem kötelező tartozni.
Új Tradíciót egy főpap és egy főpapnő alapíthat a Nagytanács beleegyezésével, akik egy covent vezetnek, önálló oktatási rendszerrel rendelkeznek, covenjük vezetői tisztségét az alapítás igényének bejelentése után egy évig és egy napig megőrzik. A KWHE tradíciói, azok covenjei, illetve az egyházon belüli, de egyik tradícióhoz sem tartozó covenek és az egyház főpapjai, főpapnői a honlapon egyaránt helyet kapnak, így bemutathatják saját gondolatvilágukat, rendszerüket.
Az egyház több tagja feladatának tekinti a mágia és különféle mitológiai rendszerek tanulmányozását, rendszerezését, az ősi rituálék és ünnepek felelevenítését.
(forrás: http://www.wicca.hu)